# Карнице (гмина)
Карнице (пол. Karnice) — сельская гмина (волость) в Польше, входит как административная единица в Грыфицкий повет, Западно-Поморское воеводство. Население — 4224 человека (на 2013 год).
Центр волости — поселение Карнице. Оно находится, приблизительно, в 17 километрах к северо-западу от города Грыфице и в 76 километрах к северо-востоку от города Щецин.